# Лигње-вампири
Лигње-вампири су ред главоножаца коме припада само једна рецентна врста, лигња-вампир и неколико изумрлих таксона. 

## Класификација
- Ред 
  - ?Подред †
    - Породица †

  - Подред †
    - Породица †
    - Породица †
    - Породица †
    - Породица †

  - Подред †
    - Породица †
      - Потпородица †
      - Потпородица †

  - Подред 
    - Породица

Дуго времена се мислило да и следећи таксони припадају реду Vampyromorphida, али изгледа да то није коректно (Fischer & Riou 2002):
- Породица †
- Породица †
- Породица †
  - Потпородица †
  - Потпородица †